# Marc Bendavid

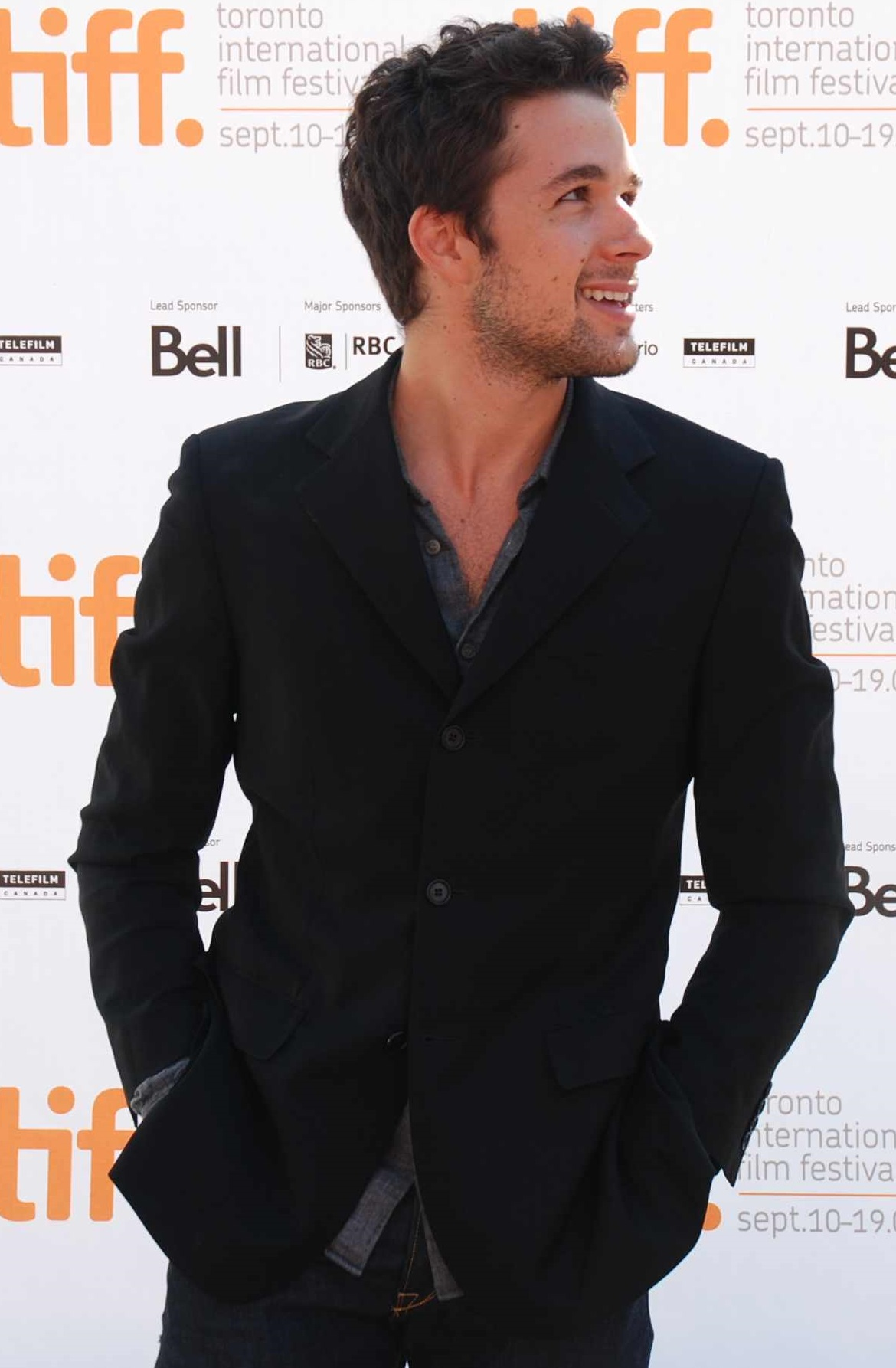
Marc Bendavid (2009)

Marc Bendavid (geboren am 10. Juni 1986 in Toronto, Kanada) ist ein kanadischer Schauspieler.

## Leben
Bendavid wurde als Sohn einer Krankenschwester aus Belgien und eines marokkanischen Chirurgen, welche sich in Montreal trafen, 1986 im kanadischen Toronto geboren. Zur Schauspielerei kam er über eine Schauspiel-Gruppe seiner jüdischen Gemeinde. Er spielte später im Theater von Toronto in dem Stück The Madonna Painter. Seit 2003 war er in verschiedenen Fernsehproduktionen zu sehen. Bendavid wurde bekannt durch Man v. Minivan (2009) und Her Husband's Betrayal (2013). Von 2015 bis 2017 spielte er als Hauptcharakter in der Science-Fiction-Serie Dark Matter. Seit 2019 spielt er den Bürgermeister Donovan Davenport in der Serie Good Witch.

## Filmografie (Auswahl)
- 2007: Mayday – Alarm im Cockpit (Fernsehserie, Folge 4x03)
- 2007: Late Fragment
- 2008: Us Chickens (Kurzfilm)
- 2008: Anne of Green Gables: A New Beginning (Fernsehfilm)
- 2008: The Border (Fernsehserie, Folge 2x12)
- 2009: Booky’s Crush (Fernsehfilm)
- 2009: Man v. Minivan (Kurzfilm)
- 2009: Too Late to Say Goodbye (Fernsehfilm)
- 2009, 2012, 2017: Murdoch Mysteries (Fernsehserie, 3 Folgen)
- 2010: Period Drama Trilogy (Kurzfilm)
- 2011: Flashpoint – Das Spezialkommando (Flashpoint, Fernsehserie, Folge 4x06)
- 2011: Nikita (Fernsehserie, Folgen 2x03–2x04)
- 2013: The Listener – Hellhörig (The Listener, Fernsehserie, Folge 4x04)
- 2013: Her Husband’s Betrayal (Fernsehfilm)
- 2013, 2015: Hard Rock Medical (Fernsehserie, 6 Folgen)
- 2014: Bitten (Fernsehserie, Folgen 1x01–1x03)
- 2014: Degrassi: The Next Generation (Fernsehserie, 4 Folgen)
- 2015–2016: Dark Matter (Fernsehserie, 16 Folgen)
- 2015: Angel of Christmas (Fernsehfilm)
- 2016: Summer in the City (Fernsehfilm)
- 2016: Cycles (Kurzfilm)
- 2017: A Rose for Christmas (Fernsehfilm)
- 2017–2019: How to Buy a Baby (Fernsehserie, 20 Folgen)
- 2018: Ransom (Fernsehserie, Folge 2x10)
- 2019: Elsewhere
- 2019–2021: Good Witch (Fernsehserie)
- 2020: The Lead (Fernsehfilm)
- 2022: Reacher (Fernsehserie, 4 Folgen)